# Gollania turgens
Gollania turgens är en bladmossart som beskrevs av Hisatsugu Ando 1966. Gollania turgens ingår i släktet Gollania och familjen Hypnaceae. Inga underarter finns listade i Catalogue of Life.